# Werner Breig
Werner Breig (* 29. Juni 1932 in Zwickau) ist ein deutscher Musikwissenschaftler und Musikherausgeber.

## Leben
Werner Breig studierte ab 1950 evangelische Kirchenmusik an der Berliner Kirchenmusikschule im Johannesstift und ab 1955 Musikwissenschaft, Kunstgeschichte und Bibliothekswissenschaft an den Universitäten Erlangen-Nürnberg und Hamburg. 1962 folgte die Promotion zum Dr. phil. an der Universität Erlangen-Nürnberg mit einer Dissertation über Heinrich Scheidemann. Er arbeitete als Wissenschaftlicher Mitarbeiter am musikwissenschaftlichen Seminar der Universität Freiburg i. Br. und erhielt für weitere Studien ein Stipendium der Deutschen Forschungsgemeinschaft. 1973 habilitierte er sich in Freiburg im Breisgau. 1974 wurde er Professor für Musikwissenschaft an der Hochschule für Musik Karlsruhe und Leiter des musikwissenschaftlichen Instituts der Universität Karlsruhe. 1979 ging er als Professor für Musikwissenschaft an die Universität Wuppertal. Von 1988 bis zu seiner Emeritierung 1997 hatte er den musikwissenschaftlichen Lehrstuhl der Universität Bochum inne.
Schwerpunkt seiner Arbeit sind Analyse und Edition von Kompositionen des 17. und 18. Jahrhunderts, darunter Johann Sebastian Bach und vor allem Heinrich Schütz. Er begründete das Schütz-Jahrbuch. Im Oktober 2021 erhielt er den Heinrich-Schütz-Preis.

## Schriften
- Die Orgelwerke von Heinrich Scheidemann. Franz Steiner, Wiesbaden 1967.
- mit Werner Schulz: Richard Wagner und Karlsruhe. Braun, Karlsruhe 1987.
- Bachs Orchesterwerke. Klangfarben-Musikverlag, Witten 1997.
- Schütz-Gesamtausgaben. In: Reinmar Emans, Ulrich Krämer (Hrsg.): Musikeditionen im Wandel der Geschichte. de Gruyter, Berlin 2015, ISBN 978-3-11-044090-4, S. 97–125.

als Herausgeber:
- Opernkomposition als Prozess. Bärenreiter, Kassel 1996.